# Bernd Asmus
Bernd Asmus (* 22. März 1959 in Marburg) ist ein deutscher Komponist und Hochschullehrer.

## Leben
Asmus begann 1980 ein Gitarrenstudium an der Essener Folkwang Hochschule, dem er 1984 bis 1986 ein Studium der Musikwissenschaft an der Albert-Ludwigs-Universität Freiburg und von 1985 bis 1989 ein Studium in Komposition und Musiktheorie an der hiesigen Musikhochschule anschloss. Als Stipendiat belegte er fortan diverse Kompositionskurse, z. B. während der Dartington International Summer School (1987) oder der Darmstädter Ferienkurse (1988). Im Jahre 1986 gewann er den 1. Preis beim Kompositionswettbewerb des Steirischen Herbstes für die Malaiischen Liebeslieder, 1993 schließlich einen weiteren 1. Preis beim Kompositionswettbewerb in Guéret für KNELL.
Ein Schwerpunkt von Asmus’ Tätigkeiten liegt im Bereich der Lehre. 1989 folgte er einem Lehrauftrag für Musiktheorie an die Hochschule für Musik Karlsruhe und bekleidete schließlich ebendort von 1993 bis 2001 die Professur für Musiktheorie und Neue Medien. Seit 2001 ist Asmus Professor für Musiktheorie an der Hochschule für Musik und Darstellende Kunst Stuttgart. 1992 bis 1993 vertrat er außerdem den Lehrstuhl für Musiktheorie an der Freiburger Musikhochschule und war von 2001 bis 2002 DAAD-Gastdozent an der Universitas Negeri im indonesischen Medan. In den Jahren von 2003 bis 2006 half er beim Aufbau eines Kompositionsstudienganges an der Universitas Pelita Harapan in Tangerang.
Er ist ferner Mitglied der Gesellschaft für Musik & Ästhetik, in deren Zeitschrift einige Texte von ihm erschienen sind.

## Musik
Asmus’ Werkkatalog beinhaltet überwiegend Stücke für kleinere Besetzung oder gar Solowerke sowie einen kleinen Anteil von Vokalmusik. Der Großteil seiner Stücke zeichnet sich durch eine starke Ausdifferenzierung verschiedener musikalischer Parameter (u. a. Rhythmus, Artikulation, Gesamtklang, Spieltechnik etc.) aus. Insbesondere die Suche nach neuen Möglichkeiten innerhalb der Mikrointervallik zeichnet sich in vielen seiner Werke ab, beispielsweise in Gewölk oder Zeitbrunnen. Weiterhin liegt ein Schwerpunkt in Asmus’ Œuvre auf außereuropäischer Musik und ihrer Einbettung in Kontexte der europäischen Musiktradition; als Beispiele können hier Tanzmusik I oder gending lembut, gending hanyat herangezogen werden. Darüber hinaus suchen einige Stücke die Verbindung von Musik und Tanz, was u. a. an der Tanzmusik-Reihe oder Werken wie se sont penchés dessus … ersichtlich wird. Weitere Kompositionen versuchen, eine Reflexion von Wahrnehmungsprozessen anzustoßen, z. B. KNELL.

## Werke (Auswahl)
- Malaiische Liebeslieder für Mezzosopran und Ensemble (1986)
- KNELL für Klavier solo (1988)
- Tanzmusik I für Biwa, Shō und Schlagzeug (1991)
- Tanzmusik II für Schlagzeug solo (1992)
- malang mujur für Klavier und Live-Elektronik (1995/97)
- Gewölk für Ensemble (1996)
- Zeitbrunnen für Ensemble (1998)
- The Kirghiz Light für Ensemble (1999)
- Vertiefung für Bassklarinette, Kontrabass und Donnerblech (2001)
- gending lembut, gending hanyat. Zwei Kompositionen für javanisches Gamelan (balungan, saron, bonang, kenong, kempul/gong) (2002)
- se sont penchés dessus … für drei Tänzer, Altflöte, Violine und Live-Elektronik (Turntables) (2005)
- The Suburbs of Secret für Klavier solo (2006)
- gitterblick für Bassflöte, Sopran, Bassbariton und 2 Sprecherinnen (2008)
- … die Umstände haben sich völlig verändert … für Ensemble (2010)